# SCP Foundation
Фонд SCP (англ. SCP Foundation; от англ. Secure, Contain, Protect — «Обезопасить, Удержать, Сохранить» или Special Containment Procedures — «Особые Условия Содержания») — вымышленная исследовательская организация, являющаяся предметом одноимённого проекта совместного веб-творчества, в русском переводе также известная просто как Фонд или Организация.
Созданные в рамках проекта тексты описывают деятельность Фонда, несущего ответственность за содержание аномальных предметов, существ и прочих объектов, называемых SCP-объектами.
Проект получил хвалебные отзывы за свою способность передать ужас через научно-академический стиль изложения, а также за высокие стандарты качества. Существует множество вдохновлённых SCP Foundation работ, в том числе видеоигры (SCP-087, SCP — Containment Breach, SCP: Secret Laboratory) и другие фанатские проекты.

## Вселенная Фонда SCP
Во вселенной «SCP Foundation» Фонд является секретной организацией, цель которой — заниматься поиском, захватом, содержанием и изучением (иногда — уничтожением) аномальных предметов, существ, мест, явлений и прочих объектов. Для этого организация наделена соответствующими полномочиями большинства основных правительств Земли. Несдерживаемые SCP-объекты чаще всего представляют угрозу для человечества или, по крайней мере, нормальности этого мира.
Фонд держит в секрете своё существование (равно как и аномальных объектов), чтобы предотвратить массовую панику и связанный с ней хаос и позволить человеческой цивилизации нормально функционировать. При обнаружении новой аномалии Организация высылает одну из своих МОГ (мобильных оперативных групп) для захвата и транспортировки объекта в соответствующую зону Фонда или для его содержания на месте обнаружения, если транспортировка не представляется возможной. Захваченные SCP-объекты подвергаются тщательному изучению. Приобретённые Организацией заключённые тюрем, являющиеся в большинстве своём приговорёнными к смертной казни, именуются сотрудниками класса D и используются для взаимодействия с SCP-объектами в качестве расходного материала.
У Фонда имеется документация о каждом содержащемся SCP-объекте, которая может включать ссылки на связанные доклады и файлы. Эти документы описывают объекты и включают инструкции по их безопасному содержанию.
Помимо самого Фонда, существует множество конкурирующих организаций, которые также знают о существовании паранормальных явлений и взаимодействуют с ними для различных целей. Примеры:
- «Повстанцы Хаоса» — отделившаяся от Фонда террористическая группа — пытаются захватить объекты SCP, чтобы использовать их против своих противников;
- «Глобальная Оккультная Коалиция» (ГОК) — секретное военизированное агентство Организации Объединённых Наций, специализирующееся на уничтожении сверхъестественных угроз, а не на их сдерживании;
- «Длань Змея» — боевая группа, которая защищает права аномальных существ, сопротивляясь усилиям Фонда и ГОК.

Другие заинтересованные группы стремятся использовать аномалии в своих целях (религиозных, политических, идеологических) либо производить/продавать их для получения денежной прибыли.

### Примеры содержащихся SCP-объектов

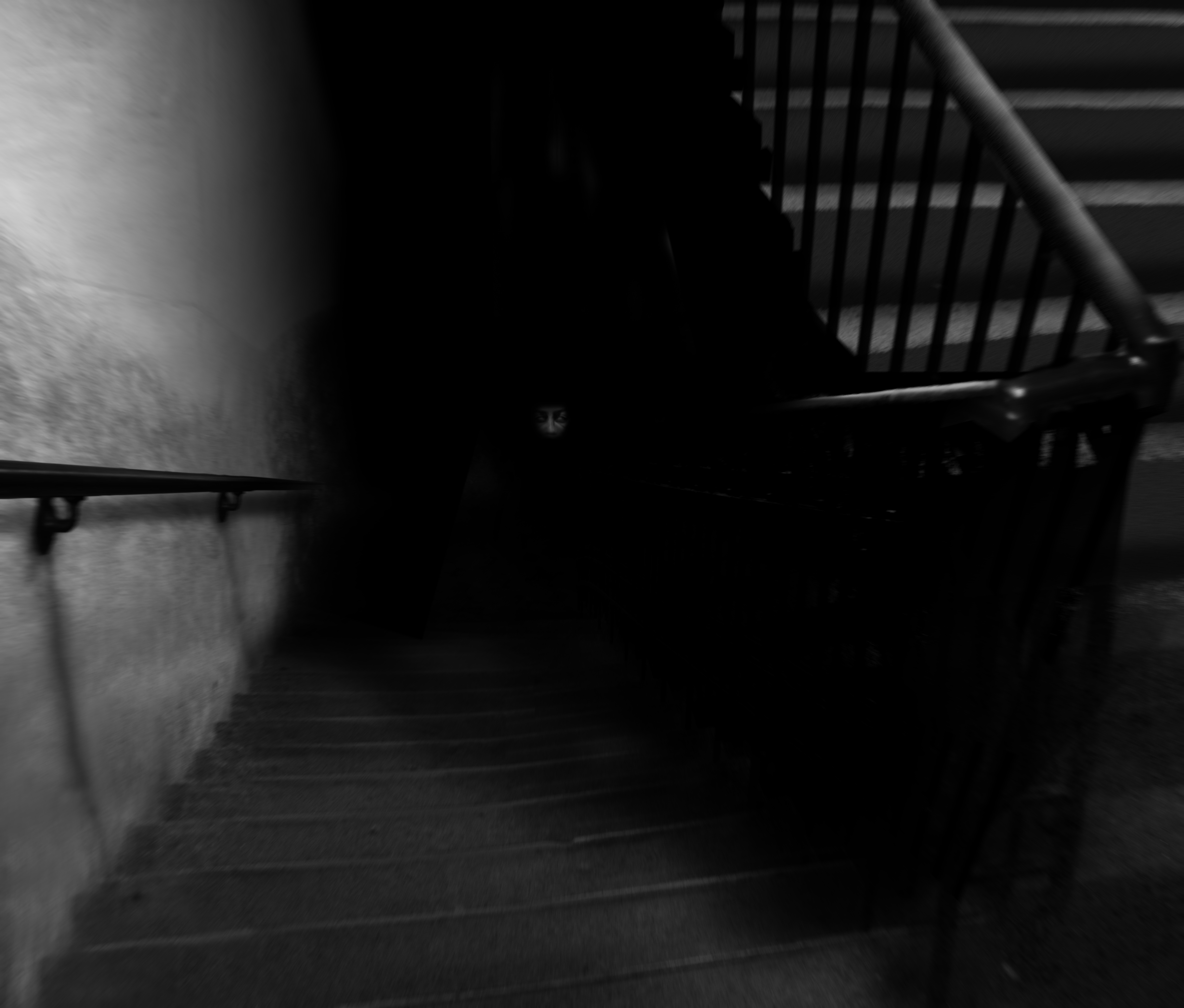
Фото SCP-087, с SCP-087-1 на фоне.

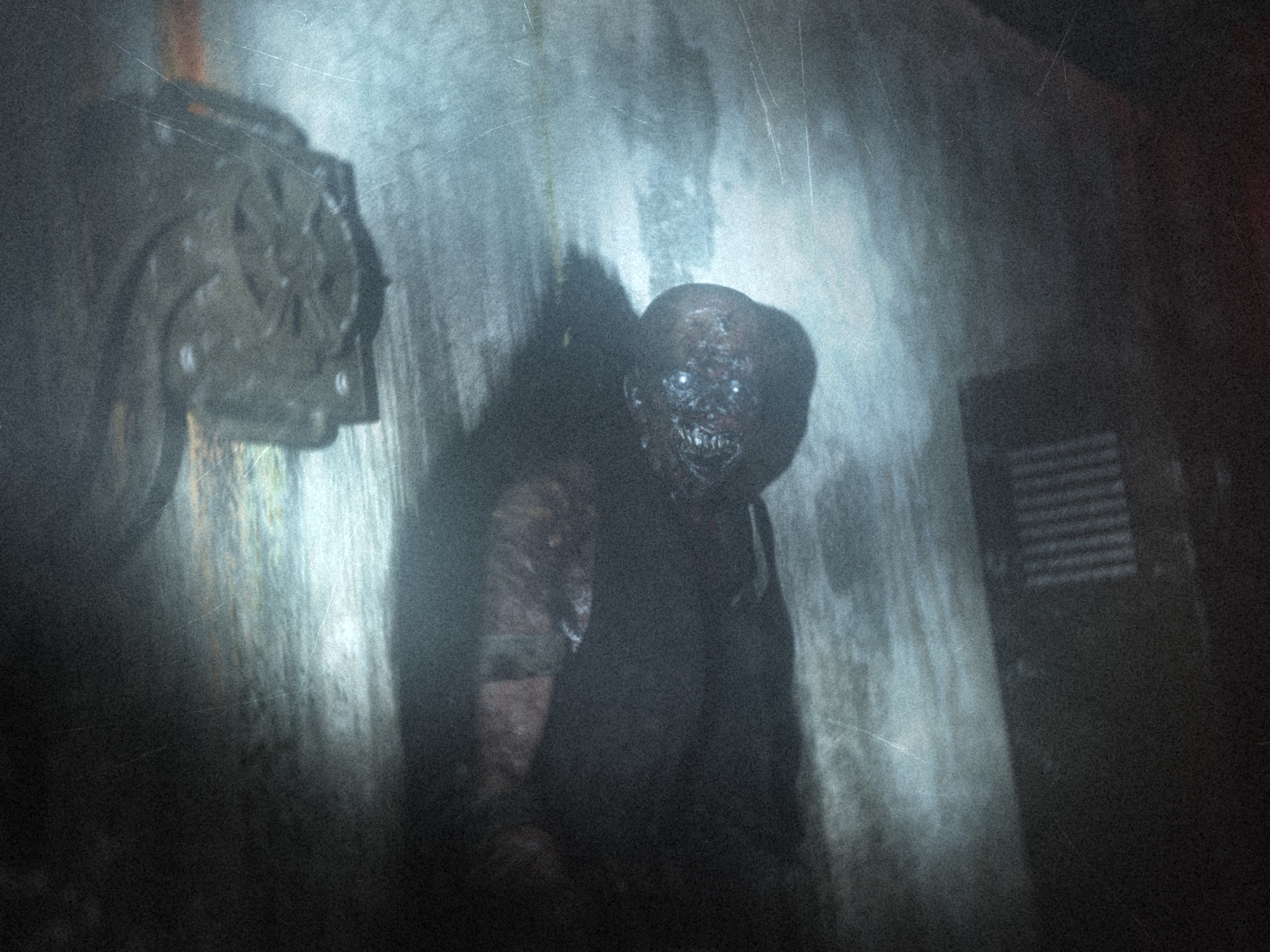
Фотография SCP-106

- SCP-049 (автор: Gabriel Jade) — гуманоид, внешне выглядящий как средневековый «чумной доктор»; при прикосновении убивает жертву и превращает её путём хирургического вмешательства в зомби (далее жертвы условно обозначаются как SCP-049-2).
- SCP-055 (автор: qntm) — нечто, что заставляет всех людей, изучающих его, забыть его характеристики, что делает объект неописуемым (таким образом, неизвестно, как он вообще попал в Фонд и насколько большую опасность представляет). В то же время возможно описать, чем объект не является[7].
- SCP-087 (автор: Zaeyde) — предположительно, бесконечная лестница, ведущая вниз, на которой обитает SCP-087-1, выглядящий как лицо без рта, зрачков и ноздрей[8].
- SCP-096 (автор: Dr Dan) — высокое гуманоидное существо худощавого телосложения с аномально длинными руками. Если посмотреть на лицо данного существа, оно начнёт закрывать лицо руками, громко кричать и позже преследовать увидевшего его человека с высокой скоростью; после достижения жертвы гуманоид убивает последнюю так, что от неё ничего не остаётся. Данный эффект также распространяется на фотографии и/или видеозаписи, где есть лицо SCP-096.
- SCP-106 (автор: Dr Gears) — гуманоид, похожий на полуразложившийся труп человека, который (благодаря выделяющейся из его тела жидкости) способен проходить сквозь твёрдые тела и утаскивать жертв в своё «карманное измерение».
- SCP-108 (автор: thekit) — нацистский бункер, доступ в который осуществляется только через портал, найденный в человеческом носу[9].
- SCP-173 (автор: Moto42) — скульптура. При поддерживании зрительного контакта объект остаётся совершенно неподвижным, однако при его прекращении (в том числе при моргании) направляется к жертве и убивает её путём ломания шеи или удушения[8]. Является самым популярным и, по совместительству, самым старым объектом Фонда.
- SCP-294 (автор: Arcibi) — кофейный автомат, способный выдать любую жидкость — от обычных воды и напитков, жидкого топлива или человеческой крови до антиматерии, приводящей ко взрыву комплекса. Согласно исследованиям, субъект не производит жидкость, а перемещает её из натурального источника. Не может выдавать твёрдые тела.
- SCP-426 (автор: Flah) — тостер, заставляющий всех говорить или писать о нём в первом лице[8]. При более длительном контакте вызывает расстройства личности, приводящие к тому, что человек начинает выполнять функции тостера.
- SCP-682 (автор: Dr Gears) — один из самых опасных SCP-объектов. По виду он похож на большую рептилию, но способен трансформировать своё тело. Как следствие, его невозможно уничтожить большинством известных человеку методов, однако Фонд способен содержать его[7]. На данный момент объект пытаются устранить при помощи аномальных способностей других объектов.
- SCP-1171 (автор: DrEverettMann) — дом, окна которого всегда покрыты конденсатом. Делая надписи на конденсате, можно общаться со сверхъестественным существом. Эта сущность относится к человечеству крайне пренебрежительно, но не знает о том, что представителями Фонда являются люди[7].
- SCP-1609 (автор: Rioghail) — мульча, которая телепортируется в лёгкие тех, кто приближается к ней в униформе или с целью агрессивных действий. Раньше она была мирным стулом, который телепортировался в зависимости от того, нужно ли человеку поблизости сесть, а в своё текущее агрессивное состояние объект вошёл после того, как был раздроблен сотрудниками Глобальной Оккультной Коалиции — конкурирующей с Фондом организации[7].
- SCP-2521 — объект, похищающий любой другой объект (в том числе людей), содержащий или воспроизводящий информацию о нём.
- SCP-2565 (автор: Taffeta) — аномалия, связанная с автосинекдохическим семантическим указателем, вызванным концептуальным фракталом. Это приводит к тому, что всё, связанное с бывшим агентом Фонда Эллисон Экхарт, становится «Эллисон Экхарт», подвергая персонал меметической угрозе. Содержание включает протоколы биологической безопасности, а сценарий конца света класса ЭЭК «Тотальное Эллисон Экхарт» считается возможным.
- SCP-3008 (автор: Mortos) — розничный магазин «IKEA» с бесконечным внутренним пространством (предположительно не менее 10 км² освоенной территории), выход из которого почти невозможно найти. Объект содержит зачатки цивилизации, представляющие собой небольшие оборонительные крепости, основанной теми, кто застрял внутри[10]. Кроме того, внутри объекта обитают гуманоидные сущности, одетые в форму сотрудников «IKEA», которые нападают на выживших в тёмное время суток, но в остальное время безобидны. Также есть предположение, что этот аномальный магазин представляет собой портал в другие миры, так как по показаниям тех людей, которые оттуда выбирались, в их мире исторические события отличаются от реальных — например, нет Статуи Свободы.

## Стиль текста
На вики-сайте SCP Foundation большинство работ являются независимыми статьями, описывающими «особые условия содержания» SCP-объектов. В таких статьях каждому объекту присваивается уникальный идентификационный номер; иногда номер даётся и элементу, связанному с конкретным объектом. Также всем аномалиям присваиваются специальные классы, основанные на сложности содержания данных объектов. Ниже будут представлены самые часто используемые классы объектов:

### Основные классы
- Безопасный: SCP, которые хранятся надёжно и эффективно. «Безопасный» может требовать определённых мер сдерживания, но это не значит, что ожидаются опасные ситуации.
- Евклид: SCP, которые либо недостаточно хорошо изучены, чтобы надёжно содержаться, либо ведут себя непредсказуемым образом[13].
- Кетер: SCP, которые представляют огромную опасность человечеству и реальности в целом, требуют чрезвычайно сложных и затратных условий содержания[13].
- Таумиэль: SCP, которые имеют высокую степень секретности, встречаются крайне редко и применяются Фондом для содержания или противодействия другим аномалиям, представляющим большую опасность

### Вторичные классы
- Апполион: объекты, которые рано или поздно приведут к гибели человечества, концу света или нарушению нормальности вселенной.
- Архонт: SCP, чьё содержание теоретически возможно, но по каким-либо причинам их лучше не содержать.
- Тикондерога: SCP, которые невозможно содержать, но в этом и нет необходимости.

### Нестандартные классы
- Нейтрализованный: либо уничтоженные, либо потерявшие аномальные эффекты SCP[12][13].
- Обоснованный: SCP, чьи аномальные эффекты могут быть полностью объяснены классической наукой[12][13].
- Списанный: SCP, намеренно уничтоженные или лишённые аномальных свойств по решению Фонда объекты.
- Ожидает назначения: SCP, которым ещё не был назначен класс, с целью указания на то, что Фонд не располагает достаточной информацией об аномалии на момент её изучения.
- Не содержится: SCP, которые на данный момент отсутствуют. Позднее им может быть присвоен любой из вышеперечисленных классов.
- Внесистемный: Дополнительные классы объектов, не перечисленные выше, обычно упоминаются в конкретных статьях и используются единожды. (Источник)

После этого в документации прописываются надлежащие условия содержания, и только потом описывается сам объект, о котором идёт речь. Документ может быть также снабжён иллюстрациями, протоколами экспериментов и тому подобным. Такие статьи написаны в научном стиле (хотя сам предмет статей не является научным) с часто встречающимися имитациями цензурных вымарок, содержащих якобы секретную информацию. Однако, иногда стиль статьи может отличаться, будучи, например, сюрреалистичным, как SCP-3999 или SCP-5145. Также присутствует отдельная категория намеренно юмористических («шуточных») SCP-объектов. По состоянию на январь 2019 года оригинальный (англоязычный) сайт насчитывает более чем 5500 статей об SCP-объектах; постоянно добавляются новые статьи.
Сайт содержит несколько сотен рассказов, обычно сфокусированных или на персонале Фонда, или на аномалиях. Грегори Беркарт, пишущий для Blumhouse Productions, отметил, что некоторые такие истории имеют мрачный тон, а другие на удивление беззаботны.
У SCP Foundation нет центрального канона, но страницы вики зачастую связаны друг с другом для создания большего нарратива. Участники могут создавать «каноны», представляющие собой связанное с данным «каноном» объединение SCP-объектов и рассказов, мест действия, персонажей и центрального сюжета. Многие «каноны» имеют хаб-страницы, объясняющие основную идею и предоставляющие информацию о хронологии и персонажах этого «канона».
Жанр сайта описывается как научная фантастика, городское фэнтези и ужасы. Статьи проекта иногда также относят к жанру крипипасты.

## Сообщество
SCP Foundation зародился на «паранормальном» форуме ресурса 4chan, где в 2007 году были опубликованы первые «особые условия содержания», а именно SCP-173. Вскоре после этого были написаны многие другие «особые условия содержания», вдохновлённые этим объектом. Независимый вики-сайт для SCP-статей был создан в январе 2008 года на сервисе вики-хостинга EditThis. В июле того же года SCP Foundation был перемещён на свой нынешний сайт Wikidot из-за ограничений EditThis.
Текущий веб-сайт Wikidot содержит многие стандартные вики-функции, такие как поиск по ключевым словам и список статей. Вики также содержит новостной хаб, руководства для писателей и форум. Пользователям Wikidot необходимо подать заявку, чтобы получить возможность редактировать и размещать контент на SCP Foundation. Каждая статья вики связана со своей страницей обсуждений, где пользователи могут выразить своё мнение и предложить конструктивную критику. Такие обсуждения помогают авторам совершенствовать свои истории. Пользователи также имеют возможность оценить статьи как положительно, так и отрицательно; статьи, получившие слишком много отрицательных оценок, удаляются. Авторы из The Daily Dot и Bustle отметили, что сайт поддерживает строгий контроль качества и некачественный контент, как правило, быстро удаляется.
Сайт SCP Foundation регулярно устраивает конкурсы писательского творчества. Например, в ноябре 2014 года был проведён конкурс, посвящённый антиутопии. Участникам конкурса было предложено написать рассказы о Фонде, который находится в мрачном мире, пребывающем в состоянии упадка.
Отдельно от оригинального англоязычного сообщества были основаны и иноязычные сайты, участники которых как занимаются переводом уже существующих объектов, так и создают собственные работы. Также существует отдельный братский Фонду сайт «Библиотека Странников» (англ. «The Wanderer's Library»), аналогичный писательский проект, сфокусированный на другой организации вселенной SCP, «Длани Змея» (англ. «the Serpent's Hand»). В отличие от SCP Foundation, «Библиотека Странников» состоит из фантастических историй, а не из научных докладов. SCP Foundation также имеет форум на Reddit и сообщество ролевой игры. Сценарист Макс Лэндис ранее являлся одним из известных участников SCP Foundation.
8 сентября 2019 года в Москве прошёл фестиваль «SCP FEST», на котором, помимо фанатов, присутствовали администратор русского филиала сайта SCP Foundation Дмитрий Зельтен и создатель канала «Протоколы SCP» Александр Вернедуб[значимость факта?].
Несмотря на то, что принять участие в разработке статей может любой желающий, творчество каждого участника строго цензурируется и критикуется администрацией, что является мерой превентивного недопущения распространения ошибок, таких как несоответствие лору, противоречие уже опубликованным статьям и/или халатному отношению к канонам написания.
Работа со статьями требует от редактора не только знания в области истории множества объектов или безукоризненное (в том числе безошибочное) написание текста, но и продумывание собственной легенды, в том числе род деятельности, характер и жизненные позиции героя.

## Отзывы
Проект SCP Foundation получил положительные оценки со стороны прессы. Мишель Старр из «CNET» дала высокую оценку «жутковатому» характеру проекта. Гавия Бейкер-Уайлоу из «Daily Dot» похвалила оригинальность SCP и описала его как «наиболее уникальное по своей убедительности творчество в жанре ужасов в Интернете». Она отметила также, что в текстах SCP редко встречаются описания чрезмерного насилия. Атмосфера ужаса в проекте гораздо чаще достигается через «прагматичный» и «мёртвый» стиль отчётов, а также посредством включения различных подробностей. Лиза Сухай из «Christian Science Monitor» отметила также «насмешливый» язык текстов SCP Foundation.
Алекс Эйхлер из «io9» отметил, что тексты проекта разнятся по своему качеству и что некоторые из отчётов показались ему скучными или повторяющимися. Однако он похвалил SCP Foundation за то, что проект не стал слишком «тёмным» и содержит в том числе «светлые» статьи. Кроме того, он высоко оценил широкий спектр концепций, содержащихся в отчётах, и отметил, что среди статей SCP есть такие, которые понравятся всем читателям.
Уинстон Кук-Уилсон из «Inverse» сравнил тексты SCP Foundation с произведениями американского писателя Говарда Филлипса Лавкрафта. Как и у Лавкрафта, «материалы дел» SCP Foundation, как правило, не содержат последовательности действий и написаны в псевдоакадемическом стиле. Кук-Уилсон утверждал, что при чтении как произведений Лавкрафта, так и текстов проекта SCP напряжение усиливается благодаря контрасту между их отрешённым научным стилем и тревожной, ужасающей природой повествования.
Брайан Александер из «The New Digital Storytelling» заявил, что SCP, возможно, является «самым передовым достижением в развитии вики-писательства» из-за масштабного и повторяющегося процесса, посредством которого участники проекта SCP создают литературный контент.

## Производные работы
Сайт «SCP Foundation» вдохновил множество сторонних проектов, включая инди-игры. Одной из них является SCP — Containment Breach от финского разработчика Йонаса «Regalis» Рикконена. Протагонист игры — сотрудник класса D, пытающийся сбежать из комплекса, в котором он находится, во время нарушения условий содержания. На протяжении побега главный герой старается избегать многочисленных SCP-объектов, в особенности — SCP-173, SCP-106, SCP-049 и SCP-096.
Самой первой игрой по тематике Фонда, вдохновившей как Рикконена (о чём он даже упомянул в списке разработчиков Containment Breach), так и других инди-разработчиков, является SCP-087, основанная на одноимённом объекте. В свою очередь, на её основе возникла игра SCP-087-B от того же Regalis’a, слабо связанная с оригинальным SCP-087. В 2017 году вышла многопользовательская игра SCP: Secret Laboratory, частично основанная на Containment Breach, где можно вместе с другими игроками сыграть за персонал класса D, учёных, охранников, бойцов МОГ, Повстанцев Хаоса и за некоторые одушевлённые SCP-объекты.
Вдобавок к видеоиграм, в 2014-м году в Дублине было проведено несколько представлений под названием «Добро пожаловать в Комитет по этике» (англ. «Welcome to the Ethics Committee»), сфокусированных на Комитете по этике Фонда SCP и его задаче по ограничению неэтичных тактик, используемых Организацией для содержания объектов. В 2013 году началось производство веб-сериала с живыми актёрами, основанного на SCP Foundation.
Сайт SCP Foundation послужил одним из источников вдохновения для компьютерной игры Control, разработанной финской студией Remedy Entertainment. Действие Control происходит в собственной вымышленной вселенной, но описываемое в этой игре «Федеральное Бюро Контроля» — бюрократическая организация, имеющая дело с опасными паранормальными объектами и сущностями — имеет сходство с Фондом SCP. В своих интервью геймдиректор Микаэль Касуринен и нарративный директор Анна Мегилл ссылались на SCP Foundation наряду с сериалами «Секретные материалы» и «Твин Пикс».

## Конфликты с русскоязычным сообществом

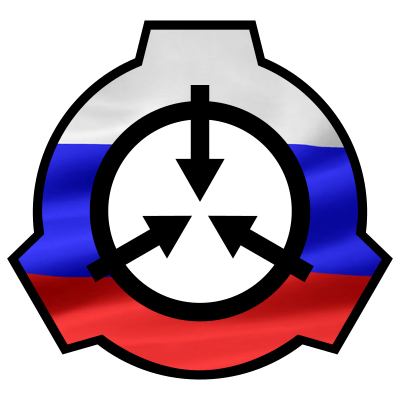
Логотип российского филиала Фонда SCP

### Проблема юридического статуса проекта (2018—2020)

#### С точки зрения администрации scpfoundation.net
Согласно утверждению администрации сайта scpfoundation.net, который официально является российским филиалом литературной вселенной SCP, интернет-пользователь Андрей Дуксин, при поддержке администрации, занимался выпуском тематических артбуков и прочей атрибутики для продвижения данной вселенной, а именно, образовал 26 июня 2015 года проект ARTSCP, продвигая его через ресурсы представительства АМС SCP Foundation. С 2015 по 2018 год Дуксин занимался вопросами по выпуску фанатской продукции, а также съёмки фильма по данной вселенной, благодаря чему, в 2017 году проходила работа по выработке единого канона вселенной и окончательной структуризации различных канонов или альтернативных вселенных.
К концу 2018 и началу 2019 года, в состав АМС-вселенной начали поступать жалобы о том, что Андрей Дуксин начал блокировку конкурирующих с ним магазинов, продающих атрибутику с SCP, при этом зарегистрировав литературную вселенную как товарный знак в обход лицензии CC 3.0, что нарушало международные нормы права (в частности Бернскую и Женевскую конвенцию) по авторским правам и саму концепцию лицензии CC 3.0.
Реагируя на данную ситуацию, российская и англоязычная администрация сайта SCP потребовали снять товарный знак, на что получила отказ. В ответ на это, англоязычный (материнский) филиал написал документ о нарушении авторских прав вселенной, с нотариальным закреплением US Air Force под номером 10 U.S.C. 1044a, что косвенно подтверждает неправомерность использования товарного знака с точки зрения американского и международного законодательства. Также, согласно отчёту юридической компании «Час правосудия», с точки зрения Российского и международного законодательства это считается грубым нарушением авторских прав.

<...> Персонал -EN продолжает использовать лицензию CC-BY-SA 3.0 и обязан её использовать по закону.
Русскоязычная версия –EN, -RU, была основана 28 июня 2010 года пользователем scp-ru. Личность пользователя scp-ru неизвестна, однако ни –EN, ни –RU не считают, что это Дуксин Андрей Владимирович. Также, насколько –EN известно, Дуксин Андрей Владимирович никогда не претендовал на то, что он является scp-ru.
Сотрудничество между -EN и -RU имеет долгую историю, и персонал –EN полагает, что –RU имеют равные с ними права на творчество SCP, как с юридической точки зрения, так и по взаимному соглашению. -EN полностью поддерживает позицию -RU.
Ни –EN, ни персонал –EN, действуя в рамках своих обязанностей, никогда не занимались коммерческой деятельностью, связанной с Фондом SCP; работа персонала не оплачивается.
Согласно положениям CC-BY-SA 3.0, -EN и -RU обязаны юридически допускать коммерческое использование произведений SCP при условии, что это коммерческое использование соблюдает лицензию CC-BY-SA 3.0.
Произведение, выпущенное по лицензии CC-BY-SA 3.0, нельзя обеспечить авторским правом или зарегистрировать на него товарный знак.
Главным администратором –EN, де-факто являющимся главным лицом по правовым вопросам, на данный момент является Джон Райан Битти. Такое положение сохраняется уже более пяти лет. Также отметим, что предшественник Джона Райана Битти лично отобрал его на эту должность.
Джон Райан Битти, как действующий главный администратор –EN, выплачивает вики-платформе Wikidot вознаграждение, вследствие чего имеет полный теоретический контроль над всеми произведениями, размещёнными в –EN, а именно – по ссылке http://scp-wiki.wikidot.com.
Согласно условиям CC-BY-SA 3.0, запрещено защищать произведения, опубликованные по лицензии CC-BY-SA 3.0, авторским правом и/или товарным знаком, т.к. это противоречит условиям данной лицензии.
Согласно условиям CC-BY-SA 3.0, все производные произведения от произведения, опубликованного под лицензией CC-BY-SA 3.0, автоматически лицензируются под CC-BY-SA 3.0.
Произведения Дуксина Андрея Владимировича (далее – артбук SCP) являются производными произведениями по мотивам Фонда SCP, а следовательно автоматически и необратимо лицензируются под CC-BY-SA 3.0
Дуксин Андрей Владимирович не может защищать какие-либо произведения Фонда SCP, основанные на артбуке SCP, авторским правом или товарным знаком, в силу того, что данный артбук также лицензирован под CC-BY-SA 3.0.
Дуксин Андрей Владимирович не обладает какими-либо правами на интеллектуальную собственность SCP и не может претендовать на таковую, а исключением артбука SCP, который также обязательно лицензирован под CC-BY-SA 3.0. По этой причине он не обладает действительным правом на регистрацию авторского права или товарного знака на какое бы то ни было произведение по мотивам Фонда SCP, на логотип Фонда SCP или его название.
Основываясь на имеющейся информации и убеждениях, -EN придерживается точки зрения, что Дуксин Андрей Владимирович не имеет оснований добросовестно и объективно полагать, что он мог защитить произведение по мотивам Фонда SCP авторским правом или товарным знаком. <...>
— Выдержка из официального заявления англоязычной администрации, заверенный нотариально US AF, № 10 U.S.C 1044a.

#### С точки зрения Андрея Дуксина
Согласно утверждениям Андрея Дуксина, тот долгое время (с 2012 по 2018-е годы) занимался популяризацией вселенной SCP, а также продажей фанатской продукции, сделанной по мотивам вселенной, деньги за которую, в том числе, направлялись на развитие вселенной и поддержание работы проекта. Товарный знак был зарегистрирован для защиты и лицензирования труда ARTSCP, а его процедура полностью соответствует действующему законодательству Российской Федерации. Лицензия CC 3.0, к которой обращается администрация проекта, не является юридически законной или действующей на территории РФ, равно как и конвенции по вопросам авторских прав и товарных знаков.

#### Судебно-деловой процесс УФАС СПб по делу № 078/01/14.4-117/2020
Администрация scpfoundation.net, для разрешения конфликта, обратилась за поддержкой к юридической компании «Час правосудия», которая подала жалобу о нарушении антимонопольного закона РФ, а также незаконной регистрации товарного знака на территории Российской Федерации, что противоречит действующему законодательству и международным нормам права. 28 февраля 2020 года, УФАС по СПб ответила на жалобу, приняв жалобу к делопроизводству под номером 078/01/14.4-117/2020. При рассмотрении дела, было проведено несколько заседаний (всего шесть заседаний по делу), причём, часть из них откладывалось ввиду пандемии COVID-19, из-за чего рассмотрение дела затянулось до середины ноября 2020 года. Итогом стало то, что суд расценил действия Дуксина как нарушение статьи 14.8 Федерального закона «О защите конкуренции». Ответчику было выдано предупреждение с предписанием устранить допущенные нарушения самостоятельно. Так, Федеральный антимонопольный орган в ходе рассмотрения дела официально установил следующие факты:
1. обозначение «The SCP Foundation» разработал и создал не Андрей Дуксин, а третьи лица, что ставит под сомнение юридическую основу регистрации товарного знака;
2. разработку данного обозначения Андрей Дуксин у этих лиц не заказывал;
3. данные лица разработали, создали и использовали данное обозначение не для последующей передачи его Андрею Дуксину.

Комиссия УФАС указала, что действия Андрея Дуксина могут быть самостоятельным актом недобросовестной конкуренции и привести к необоснованному монопольному использованию им данного обозначения в отношении товаров, работ или услуг, на которые правовая охрана по товарному знаку не распространяется. Само по себе приобретение права на товарный знак комиссия не признала фактом недобросовестной конкуренции. Само использование товарного знака в период с 2018 по 2020 годы признанно незаконным. Сторона обвинения сообщает, что готовит апелляцию и новую жалобу, нацеленную уже на незаконность регистрации самого товарного знака. 6 апреля 2022 года суд по интеллектуальным правам признал решение Санкт-Петербургского УФАС России незаконным и вернул дело в антимонопольный орган на новое рассмотрение.

### Блокировка сайта (2022)
19 мая 2022 года, по заявлению из официального Twitter-аккаунта сайта Wikidot, хостинг был взломан русскими хакерами. Вследствие этого, было решено заблокировать доступ к вики-проектам, написанным на данном движке, для всех пользователей из России и Белоруссии. Блокировка в том числе коснулась проекта SCP Foundation — как оригинального англоязычного сайта, так и его зарубежных «филиалов».
Через некоторое время после блокировки администраторами русского «филиала» Фонда с помощью платформы  Boosty были собраны средства для создания собственного сайта. На данный момент русскоязычная версия работает на домене scpfoundation.net.